# Samurai Executioner
Samurai Executioner (首斬り朝?, Kubikiri asa) è un manga scritto da Kazuo Koike e illustrato da Gōseki Kojima. La serializzazione dell'opera è iniziata nel 1972 sulla rivista giapponese Shūkan Gendai e si è conclusa nel 1976, per poi essere raccolta in 14 volumi tankōbon. Un seguito e spin-off, incentrato sui due co-protagonisti dell'opera e intitolato Kasajiro afferra-tatami (畳捕り傘次郎?, Tatamidori Kasajirou), è stato pubblicato sulla medesima rivista tra il 1976 e il 1977.
La casa editrice statunitense Dark Horse Comics ha proposto al pubblico la versione bunkoban dell'opera in 10 volumi, pubblicata tra il 2004 e il 2006. L'edizione italiana in volumi tankōbon è stata pubblicata da RW Edizioni, sotto l'etichetta Goen, dal 2015 al 2019.

## Trama
Samurai Executioner è ambientato nel Giappone del periodo Edo e ha per protagonista Yamada Asaemon (山田浅右衛門?), un ronin che ha il dovere di testare nuove spade per lo shōgun; un altro suo compito molto importante è fare da keishakunin (colui che taglia la testa ai condannati a morte o a coloro che commettono seppuku per ordine dello shogun); la gente comune lo teme e lo disprezza in egual misura, e gli ha dato il soprannome Kubikiri Asa ("Tagliateste Asa"). Yamada Asaemon è comparso in una precedente opera del duo Koike-Kojima: nel ventisettesimo capitolo di Lone Wolf and Cub e anche nella terza stagione della serie televisiva tratta dall'opera.

## Manga

### Samurai Executioner
| 1  | 23 maggio 2015 | ISBN 978-88-6712-288-2 |
| 1  | Capitoli - 1. Il pianto di Onibocho - 2. Yoshitsugu, il terzo Asaemon Yamada - 3. La superba ballata dei Fuochi di Ruri - 4. Tosho Daigongen                                    |                        |
| 2  | 28 novembre 2015 | ISBN 978-88-6712-313-1 |
| 2  | Capitoli - 5. La scopa di Otsuya - 6. La stagione della paglia novella - 7. Dieci dita, una vita - 8. Il bastone infernale                                                      |                        |
| 3  | 5 marzo 2016 | ISBN 978-88-6712-338-4 |
| 3  | Capitoli - 9. Un irezomotsu per takadaimono - 10. Una fumata bianca - 11. L'offerta del taglio del mochi                                                                        |                        |
| 4  | 5 agosto 2016 | ISBN 978-88-6712-539-5 |
| 4  | Capitoli - 12. Il ladro di foglie morte - 13. Follia e futatsudo - 14. Asaji |                        |
| 5  | 8 luglio 2017 | ISBN 978-88-6712-554-8 |
| 5  | Capitoli - 15. La folle spada di Bakushu Tsukuya - 16. Pittore e pittore |                        |
| 6  | 8 settembre 2018 | ISBN 978-88-6712-775-7 |
| 6  | Capitoli - 17. Kasajiro afferra-tatami - 18. Sakuzukuri - 19. La strana storia di "ferma" - 20. Vorrei essere un girasole                                                       |                        |
| 7  | 23 marzo 2019 | ISBN 978-88-6712-869-3 |
| 7  | Capitoli - 21. Foglia Shamisen - 22. Polvere maligna - 23. Yajiro Togane |                        |
| 8  | 27 aprile 2019 | ISBN 978-88-6712-866-2 |
| 8  | Capitoli - 24. Gobari Sandosu - 25. Legame con la vita - 26. Avviandosi al Matsuri                                                                                              |                        |
| 9  | 1º giugno 2019 | ISBN 978-88-6712-875-4 |
| 9  | Capitoli - 27. Shinko, la donna kappa - 28. Una coppia di ombrelli - 29. Il miserabile butterato - 30. Kageyu il demone                                                         |                        |
| 10 | 20 luglio 2019 | ISBN 978-88-6712-880-8 |
| 10 | Capitoli - 31. Spegnere il fuoco del Karma - 32. Kansuke, il tagliatore di bambù - 33. Yoshichi senza denti                                                                     |                        |
| 11 | 14 settembre 2019 | ISBN 978-88-6712-882-2 |
| 11 | Capitoli - 34. Esecuzione all'alba - 35. L'ultima esibizione - 36. Morte in primavera - 37. Okashiratsuki - 38. Il fiore dimenticato - 39. Tutto tranne la vita - 40. Un errore |                        |
| 12 | 21 settembre 2019 | ISBN 978-88-6712-884-6 |
| 12 | Capitoli - 41. Vicolo di sole e pioggia - 42. L'artigiano - 43. La ferita di O-rin - 44. La via della testa - 45. La sete di Shinko                                             |                        |
| 13 | 28 settembre 2019 | ISBN 978-88-6712-885-3 |
| 13 | Capitoli - 46. I tamburi dell'addio - 47. Fronteggiare la vita e la morte - 48. Segni d'autunno - 49. Il battello delle Virtù - 50. Una coppia di jitte                         |                        |
| 14 | 2 novembre 2019 | ISBN 978-88-6712-893-8 |
| 14 | Capitoli - 51. La testa del crisantemo - 52. Due ombrelli - 53. Le unghie del sesto giorno - 54. Tosse                                                                          |                        |

### Kasajiro afferra-tatami
| 1 | 17 dicembre 2021 | ISBN 978-88-9284-135-2 |
| 1 | Capitoli Storia di una coppia di jitte - 1. Saizo porta-in-spalla - 2. A ognuno il suo carico - 3. Yanoji Obi - 4. Kugami Rakuzume                 |                        |
| 2 | 28 gennaio 2022 | ISBN 978-88-9284-246-5 |
| 2 | Capitoli - 5. Giocatori d'azzardo - 6. Il gusto degli uomini - 7. Ichihachi Gumi - 8. Nigirijini - 9a. Doji e kozo (uno)                           |                        |
| 3 | 8 aprile 2022 | ISBN 978-88-9284-291-5 |
| 3 | Capitoli Storia del goyo con il tatuaggio - 9b. Doji e kozo (due) - 10. La coda del drago - 11. Coerenza - 12. Fingersi estranei - 13. Le tecniche |                        |
| 4 | 22 aprile 2022 | ISBN 978-88-9284-388-2 |
| 4 | Capitoli - 14. L'uomo che tatuò Shinko - 15. Il giglio sacro - 16. Il cappello di carta della morte - 17. L'ombrello e la mantella                 |                        |